# Lista över avsnitt av Time Out
Detta är en avsnittslista över TV-programmet Time Out.

## Säsonger

### Säsong 1
Den första säsongen sändes under vårsäsongen 2003, 20.00 på fredagar i TV4.
| Nr | Lag Väst                                            | Lag Öst                                               | Sändningsdatum   | Tittarsiffror |
| -- | --------------------------------------------------- | ----------------------------------------------------- | ---------------- | ------------- |
| 1  | Claes Malmberg, Lasse Anrell & Malin Baryard        | Emma Igelström, Thomas Petersson & Andreas Nilsson    | 14 februari 2003 | 614 000       |
| 2  | Linda Haglund & Thomas Ravelli                      | Paul Tilly & Paolo Roberto                            | 21 februari 2003 | 413 000       |
| 3  | Erica Johansson & Peter Antoine                     | Anna Charlotta Gunnarsson & Magnus Wislander          | 28 februari 2003 | 551 000       |
| 4  | Mikael Ljungberg & Åsa Mattsson                     | Oskar Svärd & Thomas Järvheden                        | 7 mars 2003      | 560 000       |
| 5  | Claes Malmberg, Challe Berglund & Therese Alshammar | Maria Akraka, Måns Möller & Thomas Petersson          | 14 mars 2003     | 550 000       |
| 6  | Kim Martin & Özz Nûjen                              | Frank Andersson & Malin Ewerlöf                       | 21 mars 2003     | 393 000       |
| 7  | Claes Malmberg, Annika Lantz & Stefan Holm          | Robert Gustafsson & Sara Fischer                      | 28 mars 2003     | 960 000       |
| 8  | Claes Malmberg, Håkan Södergren & Suzanne Sjögren   | Robert Gustafsson, Helena Lundbäck & Thomas Petersson | 4 april 2003     | 883 000       |
| 9  | Claes Malmberg, Henrik Hjelt & Marlene Hedblom      | Mikael Tornving, Kennet Andersson & Thomas Petersson  | 18 april 2003    | 722 000       |
| 10 | Claes Malmberg, Annika Lantz & Jonas Björkman       | Hans Chrunak, Måns Möller & Robert Gustafsson         | 25 april 2003    | 826 000       |

### Säsong 2
Den andra säsongen sändes under höstsäsongen 2003, 20.00 på torsdagar i TV4.
| Nr | Lag Väst                                            | Lag Öst                                                 | Gissa sporten | Sändningsdatum    | Tittarsiffror |
| -- | --------------------------------------------------- | ------------------------------------------------------- | ------------- | ----------------- | ------------- |
| 1  | Claes Malmberg, Annika Andersson & Tony Rickardsson | Ralf Edström, Robert Gustafsson & Thomas Petersson      |               | 18 september 2003 | 1 119 000     |
| 2  | Annika Andersson, Måns Möller & Ulf Karlsson        | Carin Koch, Thomas Petersson & Robert Gustafsson        |               | 25 september 2003 | 1 093 000     |
| 3  | Annika Andersson, Claes Malmberg & Staffan Olsson   | Jesper Blomqvist, Thomas Petersson & Robert Gustafsson  |               | 2 oktober 2003    | 1 121 000     |
| 4  | Claes Malmberg, Annika Andersson & Glenn Hysén      | Stefan Holm, Robert Gustafsson & Thomas Petersson       |               | 9 oktober 2003    | 1 187 000     |
| 5  | Annika Andersson, Claes Malmberg & Percy Nilsson    | Tina Thörner, Måns Möller & Thomas Petersson            |               | 16 oktober 2003   | 1 242 000     |
| 6  | Claes Malmberg, Annika Andersson & Mats Olsson      | Gunde Svan, Thomas Petersson & Robert Gustafsson        |               | 23 oktober 2003   | 1 257 000     |
| 7  | Annika Andersson, Claes Malmberg & Tommy Svensson   | Håkan Loob, Robert Gustafsson & Thomas Petersson        |               | 30 oktober 2003   | 1 343 000     |
| 8  | Claes Malmberg, Annika Andersson & Kent Nilsson     | Helen Alfredsson, Thomas Petersson & Robert Gustafsson  |               | 6 november 2003   | 1 277 000     |
| 9  | Annika Andersson, Claes Malmberg & Martin Lidberg   | Yannick Tregaro, Thomas Petersson & Robert Gustafsson   |               | 13 november 2003  | 1 178 000     |
| 10 | Claes Malmberg, Annika Andersson & Magnus Muhrén    | Susanne Ljungskog, Thomas Petersson & Robert Gustafsson |               | 20 november 2003  | 1 442 000     |
| 11 | Annika Andersson, Claes Malmberg & Göran Zachrisson | Caroline Jönsson, Robert Gustafsson & Thomas Petersson  |               | 27 november 2003  | 1 327 000     |
| 12 | Claes Malmberg, Annika Andersson & Jan Nilsson      | Henrik Dagård, Thomas Petersson & Robert Gustafsson     |               | 4 december 2003   | 1 315 000     |

### Säsong 3
Den tredje säsongen sändes under vårsäsongen 2004, 20.00 på torsdagar i TV4.
| Nr | Lag Väst                                            | Lag Öst                                                 | Sändningsdatum   | Tittarsiffror |
| -- | --------------------------------------------------- | ------------------------------------------------------- | ---------------- | ------------- |
| 1  | Annika Andersson, Måns Möller och Tomas Gustafson   | Stig Strand, Robert Gustafsson och Thomas Petersson     | 5 februari 2004  | 1 024 000     |
| 2  | Måns Möller, Annika Andersson och Arne Hegerfors    | Lars Frölander, Thomas Petersson och Robert Gustafsson  | 19 februari 2004 | 1 159 000     |
| 3  | Annika Andersson, Måns Möller och Bengt Westerberg  | Stefan Liv, Robert Gustafsson och Thomas Petersson      | 26 februari 2004 | 1 248 000     |
| 4  | Måns Möller, Annika Andersson och Ljubomir Vranjes  | Josefine Öqvist, Thomas Petersson och Robert Gustafsson | 4 mars 2004      | 1 268 000     |
| 5  | Annika Andersson, Måns Möller och Albert Svanberg   | Hanna Ljungberg, Robert Gustafsson och Thomas Petersson | 11 mars 2004     | 1 190 000     |
| 6  | Måns Möller, Annika Andersson och Niklas Wikegård   | Johanna Sjöberg, Thomas Petersson och Robert Gustafsson | 18 mars 2004     | 1 065 000     |
| 7  | Annika Andersson, Måns Möller och Mikael Appelgren  | Björn Hellberg, Robert Gustafsson och Thomas Petersson  | 25 mars 2004     | 1 312 000     |
| 8  | Måns Möller, Annika Andersson och Andreas Andersson | Malin Baryard, Thomas Petersson och Robert Gustafsson   | 8 april 2004     | 1 216 000     |
| 9  | Annika Andersson, Måns Möller och Benno Magnusson   | Johan Oldenmark, Robert Gustafsson och Thomas Petersson | 15 april 2004    | 1 147 000     |
| 10 | Måns Möller, Annika Andersson och Peter Lindmark    | Mats Olsson, Thomas Petersson och Robert Gustafsson     | 22 april 2004    | 1 045 000     |

### Säsong 4
Den fjärde säsongen sändes under höstsäsongen 2004, 20.00 på torsdagar i TV4.
| Nr | Lag Väst                                          | Lag Öst                                                     | Tvekampen | Sändningsdatum   | Tittarsiffror |
| -- | ------------------------------------------------- | ----------------------------------------------------------- | --------- | ---------------- | ------------- |
| 1  | Måns Möller, Annika Andersson, Anders Parmström   | Ida-Theres Karlsson, Thomas Petersson, Robert Gustafsson    |           | 7 oktober 2004   | 1 316 000     |
| 2  | Annika Andersson, Måns Möller, Fredrik Lööf       | Tommy Svensson, Robert Gustafsson, Thomas Petersson         | Tennis    | 14 oktober 2004  | 1 402 000     |
| 3  | Måns Möller, Annika Andersson, Henrik Nilsson     | Torgny Mogren, Thomas Petersson, Robert Gustafsson          |           | 21 oktober 2004  | 1 371 000     |
| 4  | Annika Andersson, Måns Möller, Magnus Norman      | Marika Domanski Lyfors, Robert Gustafsson, Thomas Petersson |           | 28 oktober 2004  | 1 186 000     |
| 5  | Måns Möller, Annika Andersson, Johan Plate        | Johan Wissman, Thomas Petersson, Robert Gustafsson          |           | 4 november 2004  | 1 399 000     |
| 6  | Annika Andersson, Måns Möller, Joakim Haeggman    | Gunilla Lindberg, Robert Gustafsson, Thomas Petersson       |           | 11 november 2004 | 1 167 000     |
| 7  | Måns Möller, Annika Andersson, Erik Adielsson     | Tommy Salo, Thomas Petersson, Robert Gustafsson             |           | 18 november 2004 | 1 133 000     |
| 8  | Annika Andersson, Måns Möller, Magdalena Forsberg | Anders Gärderud, Robert Gustafsson, Thomas Petersson        |           | 25 november 2004 | 1 196 000     |
| 9  | Måns Möller, Annika Andersson, Stefan Holm        | Karolina A Höjsgaard, Thomas Petersson, Robert Gustafsson   |           | 2 december 2004  | 1 329 000     |
| 10 | Annika Andersson, Måns Möller, Pernilla Wiberg    | Katarina Hultling, Robert Gustafsson, Thomas Petersson      |           | 9 december 2004  | 1 357 000     |

### Säsong 5
Den femte säsongen sändes under vårsäsongen 2005, 20.00 på måndagar i TV4.
| Nr | Lag Väst                                         | Lag Öst                                                   | Tvekampen  | Sändningsdatum   | Tittarsiffror |
| -- | ------------------------------------------------ | --------------------------------------------------------- | ---------- | ---------------- | ------------- |
| 1  | Måns Möller, Thomas Petersson, Adam Alsing       | Bengt Johansson, Annika Andersson, Robert Gustafsson      |            | 14 februari 2005 | 1 093 000     |
| 2  | Thomas Petersson, Måns Möller, Daniel Wessfeldt  | Bengt-Åke Gustafsson, Robert Gustafsson, Annika Andersson |            | 21 februari 2005 | 897 000       |
| 3  | Måns Möller, Måns Nilsson, Patrick Ekwall        | Josefin Lillhage, Henrik Hjelt, Annika Andersson          | Simning    | 28 februari 2005 | 527 000       |
| 4  | Thomas Petersson, Måns Möller, Henrik Zetterberg | Lars Ohly, Annika Andersson, Robert Gustafsson            | Skidskytte | 7 mars 2005      | 497 000       |
| 5  | Måns Möller, Thomas Petersson, Fredrik Reinfeldt | Elisabet Gustafson, Robert Gustafsson, Annika Andersson   | Poker      | 14 mars 2005     | 485 000       |
| 6  | Thomas Petersson, Måns Möller, Blossom Tainton   | Alhaji Jeng, Annika Andersson, Robert Gustafsson          | Pingis     | 21 mars 2005     | 415 000       |
| 7  | Måns Möller, Thomas Petersson, Emelie Öhrstig    | Ernst Billgren, Anders S. Nilsson, Annika Andersson       |            | 4 april 2005     | 844 000       |
| 8  | Thomas Petersson, Måns Möller, Robert Kronberg   | Hans Chrunak, Annika Andersson, Robert Gustafsson         |            | 18 april 2005    | 845 000       |
| 9  | Måns Möller, Thomas Petersson, Runar Søgaard     | Thomas Wassberg, Robert Gustafsson, Annika Andersson      |            | 25 april 2005    | 869 000       |
| 10 | Thomas Petersson, Måns Möller, Mats Olsson       | Lasse Anrell, Annika Andersson, Robert Gustafsson         |            | 2 maj 2005       | 836 000       |

### Säsong 6
Den sjätte säsongen sändes under höstsäsongen 2005, 20.00 på torsdagar i TV4.
| Nr | Lag Väst                                       | Lag Öst                                              | Tvekampen | Sändningsdatum    | Tittarsiffror |
| -- | ---------------------------------------------- | ---------------------------------------------------- | --------- | ----------------- | ------------- |
| 1  | Måns Möller, Thomas Petersson, Peppe Eng       | Magnus Hedman, Annika Andersson, Robert Gustafsson   |           | 29 september 2005 | 1 007 000     |
| 2  | Thomas Petersson, Måns Möller, Peter Swartling | Johnny Holm, Robert Gustafsson, Annika Andersson     | Slägga    | 6 oktober 2005    | 958 000       |
| 3  | Måns Möller, Thomas Petersson, Martina Haag    | Pelle Svensson, Annika Andersson, Robert Gustafsson  |           | 13 oktober 2005   | 886 000       |
| 4  | Thomas Petersson, Måns Möller, Ola Skinnarmo   | Thomas Alsgaard, Robert Gustafsson, Annika Andersson |           | 20 oktober 2005   | 977 000       |
| 5  | Måns Möller, Thomas Petersson, Karin Mattsson  | Lasse Granqvist, Annika Andersson, Robert Gustafsson | Kanot     | 27 oktober 2005   | 922 000       |
| 6  | Thomas Petersson, Måns Möller, Björn Hellberg  | Anders Svensson, Robert Gustafsson, Annika Andersson |           | 3 november 2005   | 1 125 000     |
| 7  | Måns Möller, Thomas Petersson, Maud Olofsson   | Jens Orback, Annika Andersson, Robert Gustafsson     | Fäktning  | 10 november 2005  | 934 000       |
| 8  | Thomas Petersson, Måns Möller, Ken Lennaard    | Mats Näslund, Robert Gustafsson, Annika Andersson    |           | 17 november 2005  | 903 000       |
| 9  | Måns Möller, Thomas Petersson, Tobias Hysén    | Glenn Hysén, Annika Andersson, Henrik Dorsin         |           | 24 november 2005  | 929 000       |
| 10 | Thomas Petersson, Måns Möller, Peter Jihde     | Ola Svensson, Claes Malmberg, Annika Andersson       |           | 1 december 2005   | 833 000       |

### Säsong 7
Den sjunde säsongen sändes under vårsäsongen 2006, 20.00 på torsdagar i TV4.
| Nr | Lag Väst                                         | Lag Öst                                                  | Tvekampen       | Sändningsdatum | Tittarsiffror |
| -- | ------------------------------------------------ | -------------------------------------------------------- | --------------- | -------------- | ------------- |
| 1  | Thomas Petersson, Henrik Hjelt, Lasse Kinch      | André Myhrer, Robert Gustafsson, Annika Andersson        |                 | 2 mars 2006    | 737 000       |
| 2  | Henrik Hjelt, Thomas Petersson, Tina Thörner     | Anna Book, Annika Andersson, Robert Gustafsson           |                 | 9 mars 2006    | 770 000       |
| 3  | Thomas Petersson, Henrik Hjelt, Paolo Roberto    | Jessica Almenäs, Robert Gustafsson, Annika Andersson     | Skönhetstävling | 16 mars 2006   | 787 000       |
| 4  | Henrik Hjelt, Thomas Petersson, Morgan Alling    | Roland Nilsson, Annika Andersson, Robert Gustafsson      |                 | 23 mars 2006   | 695 000       |
| 5  | Thomas Petersson, Henrik Hjelt, Hanna Marklund   | Anna Carin Olofsson, Robert Gustafsson, Annika Andersson | Ishockey        | 30 mars 2006   | 682 000       |
| 6  | Thomas Petersson, Robin Paulsson, Niklas Jihde   | Johan Tornberg, Per Andersson, Annika Andersson          |                 | 20 april 2006  | 770 000       |
| 7  | Henrik Dorsin, Thomas Petersson, David Lega      | Lars Leijonborg, Annika Andersson, Robert Gustafsson     |                 | 27 april 2006  | 793 000       |
| 8  | ?, Thomas Petersson, Anette Norberg              | Tore Kullgren, Robert Gustafsson, Annika Andersson       |                 | 4 maj 2006     | 786 000       |
| 9  | Per Andersson, Thomas Petersson, Veronica Wagner | Anja Pärson, Annika Andersson, Robert Gustafsson         |                 | 11 maj 2006    | 771 000       |
| 10 | Henrik Dorsin, Henrik Hjelt, Ralf Edström        | Magnus Norman, Robert Gustafsson, Annika Andersson       |                 | 18 maj 2006    | 770 000       |

### Säsong 8
Den åttonde säsongen sändes under höst och vårsäsongen 2006-07, 20.00 på torsdagar i TV4.
| Nr | Lag Väst                                                 | Lag Öst                                                   | Tvekampen   | Sändningsdatum    | Tittarsiffror |
| -- | -------------------------------------------------------- | --------------------------------------------------------- | ----------- | ----------------- | ------------- |
| 1  | Per Andersson, Henrik Hjelt och Erica Johansson          | Thomas Johansson, Robert Gustafsson och Annika Andersson  |             | 28 september 2006 | 872 000       |
| 2  | Per Andersson, Henrik Hjelt och Lars Frölander           | Ola Andersson, Annika Andersson, Robert Gustafsson        |             | 5 oktober 2006    | 899 000       |
| 3  | Per Andersson, Henrik Hjelt och Linus Thörnblad          | Douglas Léon, Robert Gustafsson och Annika Andersson      |             | 12 oktober 2006   | 757 000       |
| 4  | Per Andersson, Henrik Hjelt och Jacob Hård               | Anders Eriksson, Annika Andersson, Robert Gustafsson      | Armbrytning | 19 oktober 2006   | 854 000       |
| 5  | Per Andersson, Henrik Hjelt och Åsa Sandell              | Ernst Brunner, Robert Gustafsson och Annika Andersson     |             | 26 oktober 2006   | 813 000       |
| 6  | Henrik Hjelt, Per Andersson och Aprilia Hägglöf          | Catrin Nilsmark, Annika Andersson och Robert Gustafsson   |             | 2 november 2006   | 895 000       |
| 7  | Per Andersson, Henrik Hjelt och Rami Shaaban             | Mikael Renberg, Annika Andersson och Henrik Dorsin        |             | 9 november 2006   | 725 000       |
| 8  | Henrik Hjelt, Per Andersson och Malin Ewerlöf Krepp      | Anders Weiderstål, Annika Andersson och Robert Gustafsson |             | 16 november 2006  | 829 000       |
| 9  | Per Andersson, Kristoffer Appelquist och Sofia Arvidsson | Kennet Andersson, Robert Gustafsson och Annika Andersson  | Boule       | 23 november 2006  | 847 000       |
| 10 | Henrik Hjelt, Per Andersson och Johan Wissman            | Chris Härenstam, Robert Gustafsson och Annika Andersson   |             | 30 november 2006  | 726 000       |

### Säsong 9
Den nionde säsongen sändes under vårsäsongen 2007, 20.00 på torsdagar i TV4.
| Nr | Lag Väst                                     | Tvekampen | Lag Öst                                               | Sändningsdatum   | Tittarsiffror |
| -- | -------------------------------------------- | --------- | ----------------------------------------------------- | ---------------- | ------------- |
| 1  | Henrik Hjelt, Per Andersson, Thomas Fogdö    | Gokart    | Thomas Hanzon, Annika Andersson, Robert Gustafsson    | 8 februari 2007  | 479 000       |
| 2  | Per Andersson, Henrik Hjelt, Niklas Wikegård |           | Nora Strandberg, Robert Gustafsson, Annika Andersson  | 15 februari 2007 | 524 000       |
| 3  | Henrik Hjelt, Per Andersson, Lotta Schelin   |           | Tony Rickardsson, Annika Andersson, Robert Gustafsson | 22 februari 2007 | 673 000       |
| 4  | Per Andersson, Henrik Hjelt, Maria Rooth     |           | Thomas Ravelli, Morgan Alling, Claes Malmberg         | 8 mars 2007      | 460 000       |
| 5  | Henrik Hjelt, Per Andersson, Carin da Silva  |           | Peter Antoine, Claes Malmberg, Annika Andersson       | 15 mars 2007     | 563 000       |
| 6  | Anders Blomqvist                             |           | Håkan Södergren                                       | 22 mars 2007     | 722 000       |
| 7  | Henrik Hjelt, Per Andersson, Klas Ingesson   | Bågskytte | Mats Nyström, Babben Larsson, Annika Andersson        | 29 mars 2007     | 635 000       |
| 8  | Per Andersson, Henrik Hjelt, Charlotte Kalla |           | Pernilla Wiberg, Annika Andersson, Babben Larsson     | 12 april 2007    | 634 000       |
| 9  | Henrik Hjelt, Per Andersson, Yannick Tregaro |           | Jörgen Persson, Babben Larsson, Annika Andersson      | 19 april 2007    | 642 000       |
| 10 | Per Andersson, Henrik Hjelt, Heidi Andersson |           | Björn Ferry, Annika Andersson, Claes Malmberg         | 26 april 2007    | 739 000       |
| 11 | Henrik Hjelt, Per Andersson, Lars Adaktusson |           | Martin Lidberg, Claes Malmberg, Annika Andersson      | 3 maj 2007       | 723 000       |
| 12 | Per Andersson, Henrik Hjelt, Per Elofsson    |           | Kenny Bräck, Annika Andersson, Robert Gustafsson      | 10 maj 2007      | 795 000       |

### Säsong 10
Den tionde säsongen sänds under höstsäsongen 2010, 21.30 på måndag-onsdag i TV4.
| Nr | Lag Väst                                       | Lag Öst                                             | Tvekampen        | Sändningsdatum   | Tittarsiffror |
| -- | ---------------------------------------------- | --------------------------------------------------- | ---------------- | ---------------- | ------------- |
| 1  | Henrik Hjelt, Thomas Petersson, Ara Abrahamian | Björn Hellberg, Annika Andersson, Robert Gustafsson | MMA              | 23 augusti 2010  | 1 321 000     |
| 2  | Måns Möller, Erica Johansson                   | Håkan Loob, Claes Malmberg                          | Hästpolo         | 24 augusti 2010  | 1 496 000     |
| 3  | Måns Möller, Henrik Hjelt, Tina Thörner        | Lars Frölander, Annika Andersson, Robert Gustafsson | Trekamp          | 25 augusti 2010  | 1 225 000     |
| 4  | Helena Ekholm                                  | Stefan Holm                                         |                  | 30 augusti 2010  | 1 130 000     |
| 5  | Thomas Petersson, Staffan Olsson               | Henrik Rydström, Annika Andersson                   | Sportfiske       | 31 augusti 2010  | 1 310 000     |
| 6  | Henrik Hjelt, Måns Möller, Anette Norberg      | Åsa Sandell, Robert Gustafsson, Annika Andersson    | Vett och etikett | 1 september 2010 | 1 204 000     |

### Säsong 11
Den elfte säsongen sändes under vårsäsongen 2011, 20.30 på söndagar i TV4.
| Nr | Lag David Batra/Claes Malmberg/Måns Möller/Henrik Hjelt/Thomas Petersson | Lag Annika Andersson/Babben Larsson/Robert Gustafsson/Per Andersson | Sändningsdatum   | Tittarsiffror |
| -- | ------------------------------------------------------------------------ | ------------------------------------------------------------------- | ---------------- | ------------- |
| 1  | Sarah Sjöström                                                           | Patrik Sjöberg                                                      | 16 januari 2011  | 1 745 000     |
| 2  | Caroline Seger                                                           | Johan Wissman                                                       | 23 januari 2011  | 1 347 000     |
| 3  | Pamela Andersson                                                         | Björn Hellberg                                                      | 30 januari 2011  | 1 563 000     |
| 4  | Emma Johansson                                                           | Armand Krajnc                                                       | 6 februari 2011  | 1 480 000     |
| 5  | Therese Sjögran                                                          | Hans Chrunak                                                        | 13 februari 2011 | 1 550 000     |
| 6  | Matilda Boson                                                            | Magnus Samuelsson                                                   | 20 februari 2011 | 1 515 000     |
| 7  | Anna Brolin                                                              | Magnus Wislander                                                    | 27 februari 2011 | 1 454 000     |
| 8  | Viktoria Helgesson                                                       | Thomas Ravelli                                                      | 6 mars 2011      | 1 380 000     |
| 9  | Josefin Lillhage                                                         | Anders Timell                                                       | 13 mars 2011     | 1 437 000     |
| 10 | Jonas Björkman                                                           | Glenn Hysén                                                         | 20 mars 2011     | 1 394 000     |

### Säsong 12
Den tolfte säsongen sändes under höstsäsongen 2011, 20.00 på söndagar i TV4. De två första avsnitten var en timme, medan resterande en halvtimme.
| Nr | Lag Anders Timell/Babben Larsson/David Batra/Hasse Brontén/Henrik Dorsin/Henrik Hjelt/Måns Möller/Per Andersson/Thomas Petersson | Lag Annika Andersson/Babben Larsson/Claes Malmberg/Hasse Brontén/Robert Gustafsson/Thomas Petersson | Sändningsdatum    | Tittarsiffror |
| -- | --- | --------------------------------------------------------------------------------------------------- | ----------------- | ------------- |
| 1  | Ida-Theres Nerell | Frank Andersson                                                                                     | 21 augusti 2011   | 828 000       |
| 2  | Mikaela Laurén | Tony Irving                                                                                         | 28 augusti 2011   | 862 000       |
| 3  | Veronica Wagner | Peter Antoine                                                                                       | 25 september 2011 | 870 000       |
| 4  | Marika Domanski Lyfors | Björn Ranelid                                                                                       | 2 oktober 2011    | 950 000       |
| 5  | Annelie Pompe | Ola Andersson                                                                                       | 9 oktober 2011    | 844 000       |
| 6  | Annie Seel | Ola Skinnarmo                                                                                       | 16 oktober 2011   | 847 000       |
| 7  | Johnny Wahlqvist | Stuart Baxter                                                                                       | 23 oktober 2011   | 663 000       |
| 8  | Malin Wollin | Joachim Lantz                                                                                       | 30 oktober 2011   | 661 000       |
| 9  | Emma Igelström | Rune Larsson                                                                                        | 6 november 2011   | 613 000       |
| 10 | Marie-Helene Östlund | Helena Jansson                                                                                      | 13 november 2011  | 632 000       |
| 11 | Tobias Hysén | Mikael Dorsin                                                                                       | 20 november 2011  | 631 000       |
| 12 | Maria Brandin | Kari Lähdekorpi                                                                                     | 27 november 2011  | 625 000       |

### Säsong 13
Den trettonde säsongen sänds under vårsäsongen 2012, 20.30 på söndagar i TV4.
| Nr | Lag Ankan Johansson/Ann Westin/Babben Larsson/David Batra/Måns Möller/Per Andersson | Lag Annika Andersson/Babben Larsson/Robert Gustafsson/Per Andersson/Thomas Petersson | Sändningsdatum   | Tittarsiffror |
| -- | ----------------------------------------------------------------------------------- | ------------------------------------------------------------------------------------ | ---------------- | ------------- |
| 1  | Nilla Fischer                                                                       | Kennet Andersson                                                                     | 12 februari 2012 | 915 000       |
| 2  | Anders Olsson                                                                       | Arne Hegerfors                                                                       | 19 februari 2012 | 729 000       |
| 3  | Malin Ewerlöf Krepp                                                                 | Jörgen Persson                                                                       | 26 februari 2012 | 662 000       |
| 4  | Louise Karlsson                                                                     | Rami Shaaban                                                                         | 4 mars 2012      | 585 000       |
| 5  | Pernilla Wiberg                                                                     | Stig Strand                                                                          | 11 mars 2012     | 688 000       |
| 6  | Anna Haag                                                                           | Emil Jönsson                                                                         | 18 mars 2012     | 657 000       |
| 7  | Elisabet Höglund                                                                    | Lars Lagerbäck                                                                       | 25 mars 2012     | 564 000       |
| 8  | Ramona Karlsson                                                                     | Martin Lidberg                                                                       | 1 april 2012     | 612 000       |